# Speak the King's
Speak the King's er et aarhusiansk rockband dannet i 2008 af Asbjørn Hvelplund, Mads Elming, Jonas Andersen og Anders Nygaard. Musikken trækker på inspirationer fra forbilleder som QOTSA, Nick Cave, Grinderman, Kashmir, Lou Reed, the Doors. Bandet blev i 2011 udtaget til P3s KarriereKanonen og hører under pladeselskabet Enough Said Music Arkiveret 17. april 2013 hos  Wayback Machine. 
Gruppen udgav d. 26. maj 2011 EP'en Initforthelove.

## Diskografi

### EP'er
- Wherever You Are
- Initforthelove (2011)